# Dick Tracy
Dick Tracy ist ein Comicstrip, der in den 1930er Jahren von Chester Gould entwickelt wurde und noch heute in Zeitungen abgedruckt wird. Er handelt von dem gleichnamigen Polizeiinspektor und seinem Kampf gegen das Verbrechen in Chicago.

## Entstehung und Veröffentlichung
Chester Gould bot den Comicstrip mit dem Namen Plainclothes Tracy dem Besitzer der Chicago Tribune, Joseph Medill Patterson, an. Der änderte den Titel zu Dick Tracy und veröffentlichte den ersten Sonntags-Strip am 4. Oktober 1931 im zur Tribune Company gehörenden Detroit Mirror. Bereits eine Woche später erschienen Daily strips in der Chicago Tribune.
Erste Comic-Ausgaben außerhalb der Zeitungsstrips erschienen bereits 1933, 1939 folgte eine eigene Serie, in der bis 1961 145 Hefte veröffentlicht wurden. Chester Gould schrieb und zeichnete die Geschichten um Dick Tracy bis 1977. Seitdem wird die Serie von Goulds Assistenten Max Allen Collins und Dick Fletcher weitergeführt.

## Inhalt
Der Detektiv Dick Tracy lebt mit seiner Freundin und deren Vater über dem vom Vater betriebenen Lebensmittelgeschäft. Als der überfallen, beraubt und getötet wird, beschließt Dick Tracy, die Mörder zu finden und zur Strecke zu bringen. So beginnt die Serie, die in der Folge verschiedene Verbrecher in immer wieder neuen Situationen einführt. Dick Tracy, der im ersten Jahr der Serie zur Polizei wechselt, ist ein raubeiniger Typ, dessen einziges Ziel es ist, das Verbrechen in Chicago zu bekämpfen.
Dick Tracy kann sich vieler technischer Hilfsmittel wie eines Funkgerätes mit Videofunktionen am Handgelenk und futuristischer Flugmaschinen bedienen, um mit seinem Kollegen den Verbrechern zu folgen und sie zu stellen. Dick Tracy überführt die Verbrecher und muss häufig während der Verfolgungsjagden oder während der Schlussszene Waffen einsetzen, um sie außer Gefecht zu setzen. Er selbst bleibt dabei auch nicht immer unverwundet.

## Fernsehserien und Filme
Die Figur des Dick Tracy steht im Mittelpunkt mehrerer US-amerikanischer Fernsehserien und Filme.

### Kino-Serie
- 1937: Dick Tracy, 15 Folgen mit Ralph Byrd in der Titelrolle
- 1938: Dick Tracy Returns, 15 Folgen mit Ralph Byrd in der Titelrolle
- 1939: Dick Tracy’s G-Men, 15 Folgen mit Ralph Byrd in der Titelrolle
- 1941: Dick Tracy vs. Crime Inc., 15 Folgen mit Ralph Byrd in der Titelrolle

### Fernsehserien
- 1950–51: Dick Tracy, mit Ralph Byrd in der Titelrolle
- 1961: The Dick Tracy Show, Zeichentrickserie

### Filme
- 1937: Dick Tracy, Spielfilm-Version der Kino-Serie aus dem Jahr 1937, mit Ralph Byrd in der Titelrolle
- 1945: Dick Tracy, mit Morgan Conway in der Titelrolle
- 1946: Dick Tracy vs. Cueball, mit Morgan Conway in der Titelrolle
- 1947: Dick Tracy’s Dilemma, mit Ralph Byrd in der Titelrolle
- 1947: Dick Tracy Meets Gruesome, mit Ralph Byrd in der Titelrolle
- 1967: Dick Tracy, Fernsehfilm mit Ray McDonnell in der Titelrolle
- 1990: Dick Tracy, Titelrolle und Regie: Warren Beatty